# Serrania
Serrania là một đô thị thuộc bang Minas Gerais, Brasil. Đô thị này có diện tích 211,48 km², dân số năm 2007 là 7370 người, mật độ 37 người/km².